# Harmsiopanax aculeatus
Harmsiopanax aculeatus är en araliaväxtart som först beskrevs av Carl Ludwig Blume, och fick sitt nu gällande namn av Otto Warburg och Jacob Gijsbert Boerlage. Harmsiopanax aculeatus ingår i släktet Harmsiopanax och familjen Araliaceae. Inga underarter finns listade.